# Kloster Sant’Angelo di Prizzi
Das Kloster Sant’Angelo di Prizzi war ab 1159 ein Kloster zuerst der Zisterzienser, später der Zisterzienserinnen, in Prizzi, Region Sizilien, in Italien.

## Geschichte
Der Ortsherr Matteo Bonello († 1561), später Mörder des Maio von Bari, stiftete 1159 zwischen Palermo und Agrigent in Prizzi das Zisterzienserkloster Sant’Angelo (auch: San Michele). Die Besiedelung erfolgte durch das Kloster Fossanova. Wie lange Sant’Angelo als Mönchspriorat bestand, ist nicht bekannt (möglicherweise bis 1273). Jedenfalls besiedelte 1188 Bischof Bartholomeo (1171–1191) von Agrigent das Kloster mit aus dem Maria-Magdalenen-Kloster (Tripoli) geflohenen Nonnen. Als Zisterzienserinnenkloster unterstand Sant’Angelo ab 1259 Kloster Casamari. Es ist nicht klar, wie lange es Bestand hatte. 1582 wurden jedoch die Gebäude von den Karmeliten übernommen, welche 1638 die heute noch bestehende Kirche „Maria Santissima del Càrmine“ bauten. Bemerkenswert ist noch, dass aus dem Kloster auch der Nachbarort Palazzo Adriano hervorging, insofern dieser sich um das 1273 von Sant’Angelo abgetrennte Mönchskloster „San Cristofero“ bildete, das weiterhin Fossanova unterstand.